# People Need Love
"People Need Love" foi o primeiro single lançado pelo quarteto pop sueco "Björn & Benny, Agnetha & Anni-Frid", que se tornaria o ABBA. A canção foi lançada em 1973 no primeiro álbum do grupo, Ring Ring.
É geralmente chamada de "a primeira canção do ABBA", uma vez que já tinha sido um sucesso na Suécia quando lançada de forma única um ano antes, em abril de 1972, sem a usual nomenclatura do grupo. No entanto, a música foi incapaz de se tornar um sucesso nos Estados Unidos.

## Faixas
1. A. "People Need Love" - 2:45
2. B. "Merry-Go-Round (En Karusell)" - 3:18

## A música
Como a maioria das canções do ABBA, "People Need Love" foi escrita por dois integrantes da banda, Benny Andersson e Björn Ulvaeus. Ela foi produzida por Michael Tretow.
Como seu álbum de estreia não lhes trouxe atenção global, ela segue alguns padrões de estilo do ABBA. A canção é sobre o que as pessoas podem dar uns aos outros para facilitar suas vidas e criar um mundo melhor.
| “ | O que Benny gostava era a maneira como os vocais masculinos e femininos interagiam, alternando-se ricocheteando entre si. | ” |

## Recepção
O objetivo básico de "People Need Love" não era promover o quarteto, já que todos os quatro indivíduos tinham outros compromissos e não tinham tempo para formar um grupo permanente, mas para promover a "Björn & Benny". As mulheres eram simplesmente participações no single deles. No entanto, a reação positiva do público foi inesperada.
"People Need Love" entrou no Top 20 dos singles Swedish Combined Singles Albums Chart, e chegou ao número 3 na parada sueca em show de rádio popular, Tio i topp (O Top Dez). Na época do lançamento do single, o álbum Ring Ring não tinha sido planejado, já que não houve intenção de formar um grupo permanente. Apesar disso, as pessoas assumiram que "People Need Love" é o single de Ring Ring.

## Posições
| Parada musical (1972)                 | Posição |
| ------------------------------------- | ------- |
| Tio i Topp                            | 3       |
| Swedish Combined Singles/Albums Chart | 17      |
| Cashbox Singles Chart - EUA           | 114     |
| Record World Singles Chart - EUA      | 117     |

## Versão cover
- Uma banda sueca chamada Nashville Train fez um cover da canção em 1977 no álbum ABBA Our Way, lançado pela gravadora Polar Music, na Suécia.